# مایل‌ها باید طی کنم (قبل از اینکه بخوابم)
«مایل‌ها باید طی کنم (قبل از اینکه بخوابم)» (به انگلیسی: Miles to Go (Before I Sleep)) تک‌آهنگی از هنرمند اهل کانادا سلین دیون است که در ۲۸ سپتامبر ۱۹۹۸ منتشر شد.